# Physiologus
El Physiologus és un text didàctic escrit o compilat en grec per un autor desconegut, a Alexandria; la seva composició ha estat tradicionalment datat al segle ii per lectors que veuen paral·lelismes amb escriptures de Climent d'Alexandria, qui sembla que coneixia aquest text. El Physiologus recull descripcions d'animals, ocells, i criatures fantàstiques, de vegades pedres i plantes, amb un clar contingut moral. Cada animal és descrit seguit d'una anècdota de la qual se'n deriven unes qualitats morals i simbòliques de l'animal. Els manuscrits sovint contenen il·lustracions ricament pintats.
El llibre va ser traduït al llatí aproximadament l'any 700, i a Gueez i Siríac, posteriorment ho va ser a moltes llengües europees i d'orient mitjà. Es conserven diverses còpies il·luminades del manuscrit, com el Physiologus de Berna. Va fixar la seva influència sobre les idees del "significat" d'alguns animals a Europa poc després de l'any mil. Va ser el predecessor dels bestiaris. La literatura poètica és plena d'al·lusions que poden ser vinculades amb la tradició del Physiologus; el text també va influir en el simbolisme de l'art eclesiàstic medieval: símbols com el de l'au Fènix renaixent de les seves cendres i el pelicà alimentant els seus fills amb la seva pròpia sang, són dos exemples ben coneguts.

## Històries al·legòriques
La llegenda sobre la lleona a qui li neixen uns cadells mort i retornen a la vida quan un vell lleó els dona alè, i la del Fènix que es crema fins a morir i reneix el tercer dia de les seves cendres; són també dos exemples relacionats iconogràficament amb Crist. L'unicorn, l'animal mític que només permet ser capturat a la falda d'una verge pura, és una forma d'encarnació; el pelicà que vessa la seva sang per alimentar els seus polls morts per a ressuscitar-los, és una simbologia de la salvació de la humanitat mitjançant la mort de Crist a la Creu.
Algunes al·legories destaquen les enganyoses pràctiques del Diable i la seva derrota per Crist; altres mostren qualitats com a exemples a ser imitats o a evitar.

## Atribucions
Physiologus no és el seu títol original; li va ser atribuït al llibre perquè l'autor introdueix les seves històries d'història natural amb la frase: "el physiologus diu", és a dir, "el naturalista diu...." o "les autoritats d'història natural diuen...". En els darrers segles ha estat atribuït a diversos Pares de l'Església celebrats, especialment Epifani, Basili de Cesarea, i Pere d'Alexandria.

## Orígens del manuscrits
L'estudi modern del Physiologus es pot considerar que va ser iniciat per Francesco Sbordone en una edició de 1936, en el qual s'establien tres orígens sobre el text dels manuscrits supervivents: un origen primitiu, un romà d'Orient i un altre relacionat amb Basili de Cesarea. Ben Perry va mostrar que un manuscrit que Sbordone no havia considerat i que es troba a la biblioteca Morgan, era el més vell de les versions gregues existents, un manuscrit de finals del segle X de Grottaferrata.